# Milcho Goranov
Milcho Goranov (en bulgare : Милчо Горанов), né le 6 novembre 1928 à Lom et mort le 28 juillet 2008 à Sofia, est un footballeur international bulgare. Il évoluait au poste de défenseur.

## Biographie

### En club
Milcho Goranov est joueur du Slavia Sofia de 1949 à 1962,.
Avec son club, il remporte une Coupe de Bulgarie en 1956.

### En équipe nationale
International bulgare, il reçoit 21 sélections pour aucun but marqué en équipe de Bulgarie entre 1950 et 1957.
Son premier match en sélection a lieu le 12 novembre 1950 contre la Hongrie (match nul 1-1 à Sofia) en amical.
Il fait partie de l'équipe bulgare médaillée de bronze aux Jeux olympiques de 1956. Il dispute deux rencontres durant le tournoi.
Son dernier match en sélection a lieu le 15 septembre 1957 contre la Hongrie (défaite 1-2 à Sofia) dans le cadre des éliminatoires de la Coupe du monde 1958.

## Palmarès
| Slavia Sofia - Coupe de Bulgarie (1) : - Vainqueur : 1952. |  | Bulgarie - Jeux olympiques : - Bronze : 1956. |